# Mikkel Jensen (voetballer)
Mikkel Jensen (6 januari 1977) is een voormalig Deens voetballer (middenvelder) die zijn loopbaan in 2010 afsloot bij IF Brommapojkarna.
Hij startte zijn carrière bij Brøndby IF. Met deze club werd hij landskampioen van Denemarken in 1998 en 2002. Toen Michael Laudrup in 2002 trainer werd, kwam Jensen minder aan spelen toe. Hij vertrok voor een tijd naar FC Midtjylland voordat hij bij Hammarby IF belandde. 
Jensen speelde 22 wedstrijden voor de Deense U-21.

## Clubs
- DEN Værløse IF (-1995)
- DEN Brøndby IF (1996-2002)
- DEN FC Midtjylland (2002) (leen)
- SWE Hammarby IF (2003-2009)
- SWE IF Brommapojkarna (2009-2011)

## Erelijst
Brøndby IF
- SAS Ligaen

1998, 2002